# Nowoworonzowka
Nowoworonzowka (ukrainisch und russisch Нововоронцовка) ist eine Siedlung städtischen Typs mit 2950 Einwohnern (2025) im Norden der ukrainischen Oblast Cherson und war bis Juli 2020 das administrative Zentrum des Rajon Nowoworonzowka.

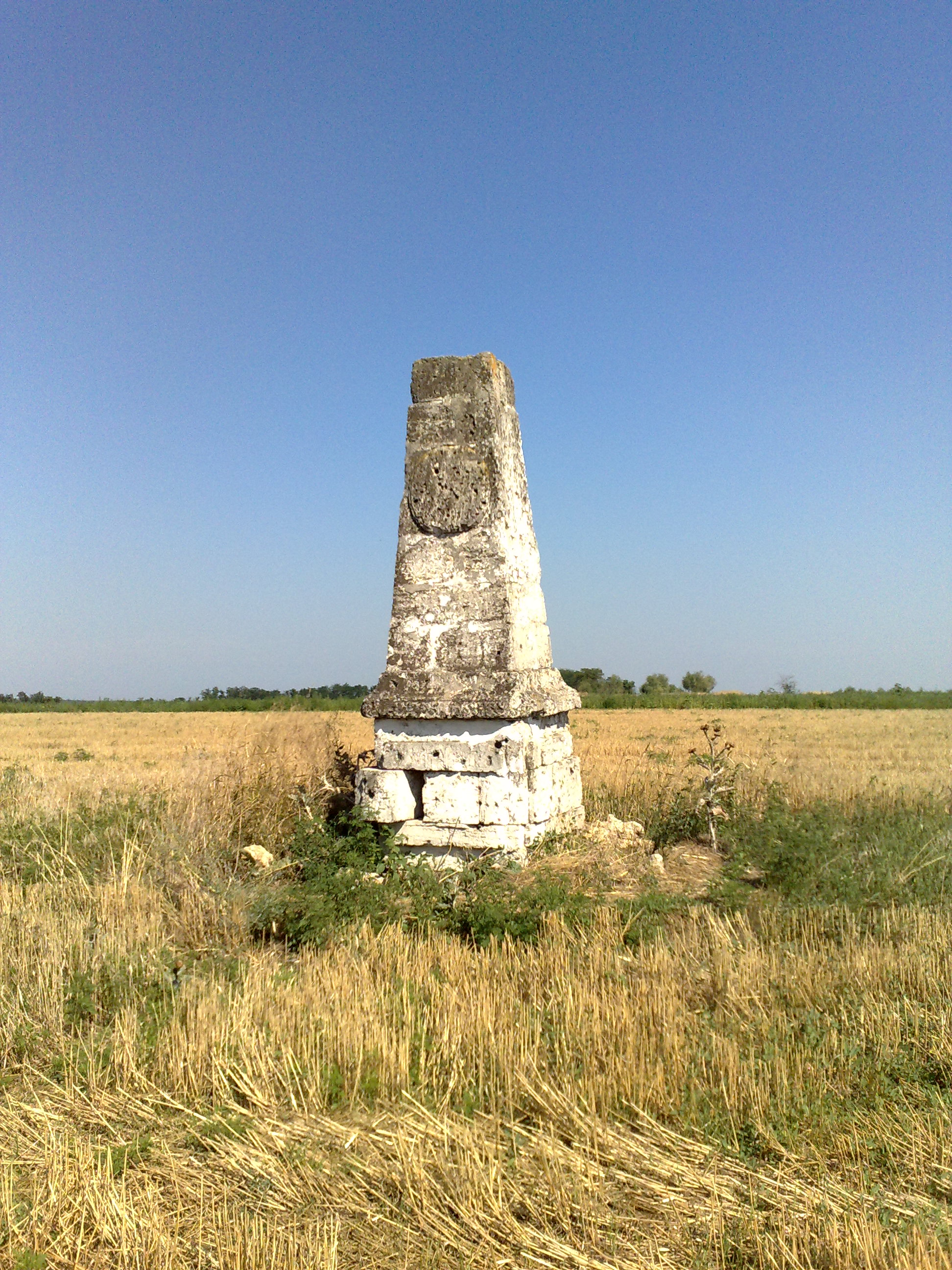
Katherina-Meilenstein beim Ort

## Geographie
Der Ort liegt am westlichen bzw. am orographisch rechten Ufer des zum Kachowkaer Stausee angestauten Dnepr 80 km südöstlich von Krywyj Rih und 160 km nordöstlich der Oblasthauptstadt Cherson. Die nächstgelegene Großstadt ist Nikopol 50 km östlich des Ortes. Im Norden grenzt Nowoworonzowka an das zur Oblast Dnipropetrowsk zählende Dorf Marjanske.

## Geschichte
Der Ort wurde im Jahre 1795 unter dem Namen Nykolajewka (ukrainisch Николаевка) gegründet und bereits 1798 gab es im Dorf 524 Einwohner, davon 317 Männer und 207 Frauen.
1821 kam das Dorf in den Besitz von Fürst Michail Semjonowitsch Woronzow, was der Ausgangspunkt für die weitere Entwicklung des Dorfes war.
1829 erhielt das Dorf seinen heutigen Namen und 1886 hatte der Ort 1.494 Einwohner.
Ende der 1940er Jahre musste ein Teil des Ortes, bedingt durch den Bau des Kachowkaer Stausees, der diesen überspülte, umgesiedelt werden. Den Status einer Siedlung städtischen Typs bekam Nowoworonzowka 1956 verliehen.
Nachdem Nowoworonzowka im Zuge des Russischen Überfall auf die Ukraine 2022 von russischen Truppen besetzt wurde, konnte ukrainische Truppen die Stadt am 25. März zurückerobern.

## Verwaltungsgliederung
Am 12. Juni 2020 wurde die Siedlung zum Zentrum der neugegründeten Siedlungsgemeinde Nowoworonzowka (ukrainisch Нововоронцовська селищна громада/Nowoworonzowska selyschtschna hromada), zu dieser zählen auch noch die 8 in der untenstehenden Tabelle angeführten Dörfer sowie die Ansiedlung Leninske, bis dahin bildete sie die gleichnamige Siedlungsratsgemeinde Nowoworonzowka (Нововоронцовська селищна рада/Nowoworonzowska selyschtschna rada) im Nordosten des Rajons Nowoworonzowka.
Seit dem 17. Juli 2020 ist sie ein Teil des Rajons Beryslaw.
Folgende Orte sind neben dem Hauptort Nowoworonzowka Teil der Gemeinde:
| Name                     | Name              | Name                                    |
| ukrainisch transkribiert | ukrainisch        | russisch                                |
| ------------------------ | ----------------- | --------------------------------------- |
| Chreschtscheniwka        | Хрещенівка        | Крещеновка (Kreschtschenowka)           |
| Leninske                 | Ленінське         | Ленинское (Leninskoje)                  |
| Ljubymiwka               | Любимівка         | Любимовка (Ljubimowka)                  |
| Myroljubiwka             | Миролюбівка       | Миролюбовка (Miroljubowka)              |
| Nowowoskressenske        | Нововоскресенське | Нововоскресенское (Nowowoskressenskoje) |
| Ossokoriwka              | Осокорівка        | Осокоровка (Ossokorowka)                |
| Petriwka                 | Петрівка          | Петровка (Petrowka)                     |
| Schewtschenkiwka         | Шевченківка       | Шевченковка (Schewtschenkowka)          |
| Trudoljubiwka            | Трудолюбівка      | Трудолюбовка (Trudoljubowka)            |